# Lithacodia melanostigma
Lithacodia melanostigma là một loài bướm đêm trong họ Noctuidae.